# Liste des lieux patrimoniaux de Kitimat-Stikine
Cet article recense les lieux patrimoniaux du district régional de Kitimat-Stikine inscrit au répertoire des lieux patrimoniaux du Canada, qu'ils soient de niveau provincial, fédéral ou municipal.

## Liste des lieux patrimoniaux
| [ 1 ] | Lieu patrimonial                           | Illustration                       | Municipalité      | Adresse              | Coordonnées       | No    | Constr. | Prot.                       | Rec. | Notes |
| ----- | ------------------------------------------ | ---------------------------------- | ----------------- | -------------------- | ----------------- | ----- | ------- | --------------------------- | ---- | ----- |
| M     | Anyox Powerhouse No. 1                     | Téléverser                         | Anyox             |                      | 55.4164 -129.828  | 14606 | 1911    | Community Heritage Register | 2005 |       |
| M     | Butedale Cannery                           | Téléverser                         | Butedale          |                      | 53.1599 -128.697  | 14603 | 1911    | Community Heritage Register | 2008 |       |
| F     | Colline Battle Hill des Gitwangaks         | Colline Battle Hill des Gitwangaks | Gitwangak         |                      | 55.1215 -128.024  | 7633  |         | LHN                         | 1971 |       |
| M     | Hagwilget Bridge                           | Téléverser                         | Hagwilget         | Highway 62           | 55.2572 -127.605  | 14605 | 1932    | Community Heritage Register | 2005 |       |
| M     | Meziadin Fish Ladder                       | Téléverser                         | Kitimat-Stikine A | Chutes Victoria,     | 56.0237 -129.1563 | 19436 |         | Community Heritage Register | 2011 |       |
| M     | Simon Gunanoot Gravesite                   | Téléverser                         | Kitimat-Stikine A | Pointe Graveyard     | 56.4319 -129.5356 | 19434 |         | Community Heritage Register | 2011 |       |
| M     | Telegraph Creek                            | Téléverser                         | Kitimat-Stikine D |                      | 57.9018 -131.165  | 17922 |         | Community Heritage Register | 2010 |       |
| M     | Yukon Telegraph Trail                      | Yukon Telegraph Trail              | Kitimat-Stikine D |                      | à géolocaliser    | 17944 | 1901    | Community Heritage Register | 2010 |       |
| F     | Canyon Kitselas                            | Téléverser                         | Kitselas          |                      | 54.61 -128.43     | 10522 |         | LHN                         | 1972 |       |
| M     | British Columbia Provincial Police Station | Téléverser                         | Terrace           | 3224 Kalum Street    | 54.5167 -128.586  | 16164 | 1912    | Community Heritage Register | 2006 |       |
| M     | George Little House                        | Téléverser                         | Terrace           | 3100 Kalum Street    | 54.5148 -128.587  | 15923 |         | Heritage Designation        | 1982 |       |
| M     | Kwinitsa Railway Foreman's Residence       | Téléverser                         | Terrace           | 4805 Highway 16 West | 54.5155 -128.6    | 16185 |         | Community Heritage Register | 2006 |       |
| M     | Old Skeena Bridge                          | Old Skeena Bridge                  | Terrace           | 3100 Old Highway 16  | 54.5151 -128.561  | 14604 | 1925    | Community Heritage Register | 2005 |       |